# Fort Duquesne
Fort Duquesne, ursprünglich Fort Du Quesne, später ersetzt durch Fort Pitt, war eine Befestigung des 18. Jahrhunderts auf dem Gebiet der heutigen Stadt Pittsburgh im Bundesstaat Pennsylvania.
Es lag an der Stelle, an der der Monongahela River und der Allegheny River zusammenfließen und den Ohio River bilden (sog. Forks of the Ohio). Während des Franzosen- und Indianerkriegs (Siebenjähriger Krieg in Nordamerika) (1754–1763) war Fort Duquesne von hoher strategischer Bedeutung und wechselte mehrfach den Besitzer.
In den 1740er Jahren baute William Trent, ein britischer Pelzhändler und Unternehmer, in der Gegend des späteren Forts einen kleinen Handelsposten. Durch den Handel mit den benachbarten Indianerstämmen kam Trent zu Wohlstand. Die Franzosen bemerkten die britische Anwesenheit in einem von ihnen beanspruchten und strategisch wichtigen Gebiet und begannen in den frühen 1750er Jahren, eine Reihe von Forts in der Region zu errichten (Fort de la Presqu'île, Marchault (Venango) und Le Boeuf).
Robert Dinwiddie, Gouverneur der britischen Kolonie Virginia und ein aktiver Landspekulant, beantwortete diese Bedrohung mit dem Bau eines Forts – mitten im Urwald – am Zusammenfluss von Monongahela und Allegheny, dessen Standort von George Washington – damals ein junger Milizoffizier – vorgeschlagen worden war. Im April 1754 begannen Soldaten aus Virginia mit dem Bau des Fort Prince George, wurden jedoch von überlegenen französischen Truppen vertrieben. Die Franzosen beendeten den Bau des Forts und benannten es Fort Duquesne nach Michel-Ange Duquesne de Menneville, dem Generalgouverneur von Neufrankreich (Kanada).
Bei einem ersten Versuch, Fort Duquesne zurückzugewinnen, lieferte sich Washington ein erfolgreiches Scharmützel mit französischen Truppen (die so genannte Jumonville-Affäre), musste dann aber vor zahlenmäßig weit überlegenen französischen Verstärkungen in dem von ihm errichteten Fort Necessity, einer kleinen Palisadenfestung, am 3. Juli 1754 gegen freien Abzug kapitulieren. Ein erneuter Versuch, Fort Duquesne zurückzuerobern, diesmal mit regulären Truppen unter dem Kommando von Generalmajor Edward Braddock (Braddock-Expedition), führte am 9. Juli 1755 in der Schlacht am Monongahela zu einer schweren britischen Niederlage.
Drei Jahre später zog General John Forbes nicht weniger als 6000 Mann in Fort Cumberland im westlichen Maryland zusammen. Zu dieser Armee gehörte ein Kontingent von 2000 Milizionären aus Virginia unter dem Kommando von George Washington. Die Anmarschroute auf das schwach besetzte Fort Duquesne war umstritten. Washington plädierte energisch für die Straße, die für die unglückliche Braddock-Expedition von 1755 angelegt worden war. Andere – darunter solche mit Geschäftsinteressen in Pennsylvania – forderten den Bau einer Straße durch den zentralen Teil dieser Provinz. Forbes entschied sich schließlich für die zweite Lösung.

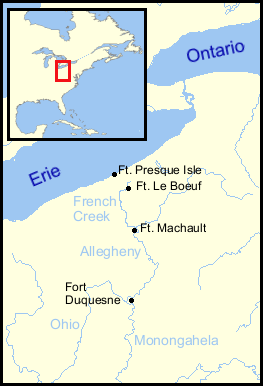
Französische Forts in den Jahren 1753 und 1754

Der Vormarsch auf der hierbei neu gebauten Straße war extrem langsam, weshalb Washington befürchtete, dass Fort Duquesne Verstärkungen erhalten würde. Forbes schickte eine Aufklärungsabteilung unter Major James Grant, die jedoch aufgrund der dilettantischen Führung Grants von den Franzosen entdeckt und am 14. September vernichtet wurde. Ein Teil der schottischen Soldaten wurde angeblich enthauptet, ihre Köpfe auf Pfählen am Fort angebracht. Belege dafür gibt es nicht. Zunächst beschloss Forbes, die Offensive wegen zunehmend schlechten Wetters auf das kommende Jahr zu verschieben, doch gelang es Washingtons Soldaten, einige feindliche Späher gefangen zu nehmen. Von diesen erfuhren die Briten, dass das Fort nur schwach besetzt sei und die indianischen Verbündeten in großer Zahl desertieren würden. Beigetragen hatte dazu ein Friedensvertrag, den Forbes mit den Indianerstämmen der Region in Fort Bedford abgeschlossen hatte. Daraufhin befahl Washington einen sofortigen Vormarsch.
Am 24. November sah der französische Kommandant von Fort Duquesne die Unhaltbarkeit seiner Lage ein – seine indianischen Verbündeten verließen ihn, und von französischer Unterstützung aus Kanada war er durch den Fall von Fort Frontenac abgeschnitten. Deshalb gaben die Franzosen das Fort auf, steckten es in Brand und brachten sich mit Flößen über den Ohio in Sicherheit. Einen Tag später besetzten die Briten die qualmenden Ruinen. Eine Truppe blieb vor Ort und begann mit dem Wiederaufbau der Befestigung, die nun nach dem britischen Außen- und Kriegsminister und späterem Premierminister William Pitt Fort Pitt benannt wurde. Zusammen mit der Eroberung von Fort Frontenac und der Festung Louisbourg auf der Kap-Breton-Insel stellte der Fall von Fort Pitt einen Wendepunkt des Krieges dar. Dies blieb auch den indianischen Verbündeten der Franzosen nicht verborgen, die ihre bisherigen Kampfgefährten nun in größerer Zahl zu verlassen begannen.

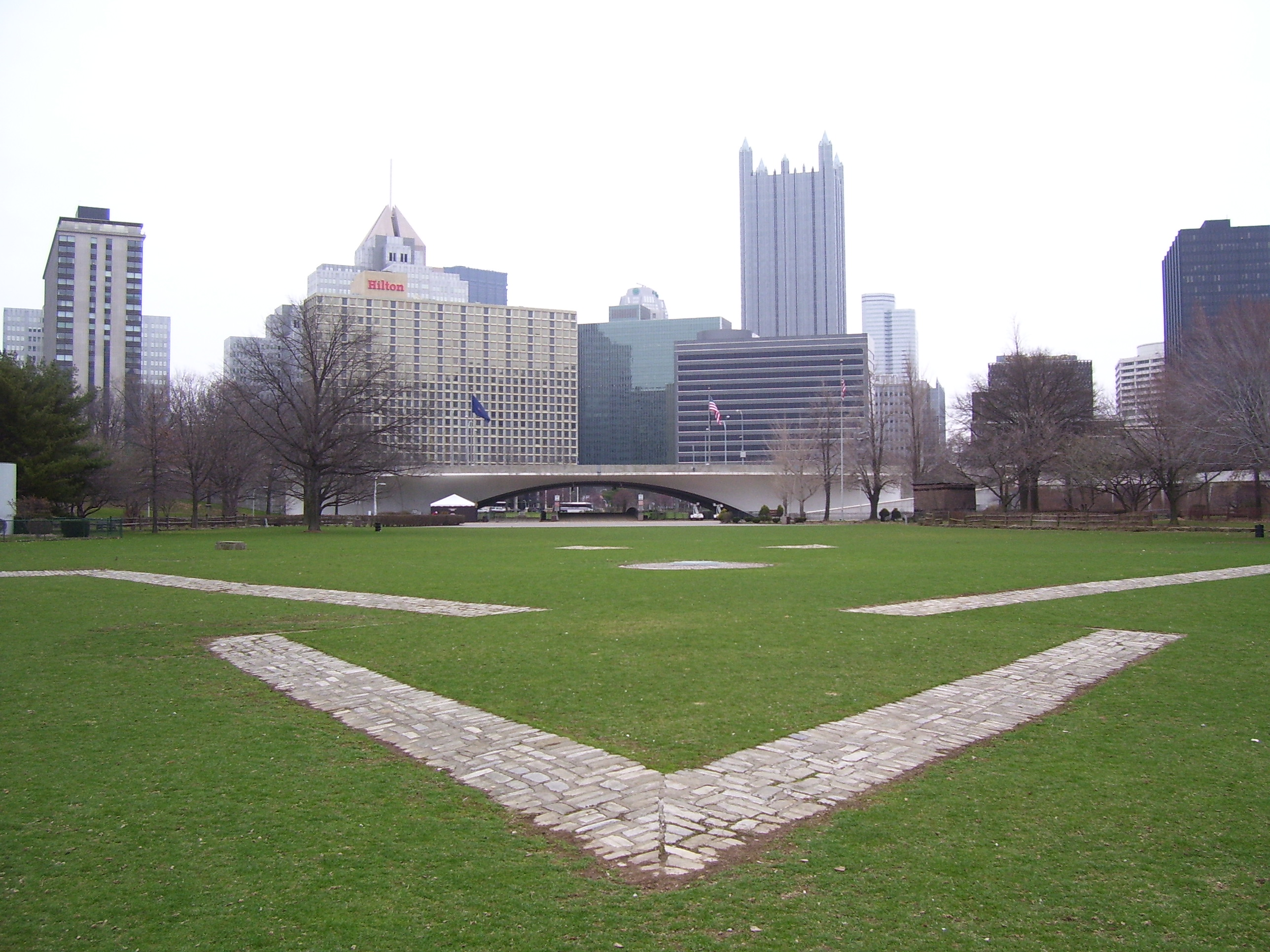
Im Point State Park markieren Steine den früheren Standort der Außenbegrenzung von Fort Duquesne

Schon 1763 gewann Fort Pitt erneut große militärische Bedeutung, als es während des Pontiac-Aufstands von seiner 330 Mann umfassenden Garnison unter Hauptmann Simeon Ecuyer am 22. Juni erfolgreich gegen einen Angriff der aufständischen Lenni Lenape verteidigt wurde und auch einer Belagerung widerstand. Das Fort, in dem sich bis zu 600 vor den Indianern geflohene Siedler aufhielten, war neben Detroit die einzige britische Befestigung jenseits der Appalachen, die von den Indianern nicht erobert wurde. Wie gefährlich die Lage der Briten war, zeigt der Versuch, die Indianer mit durch Pockenerreger verseuchten Decken zu dezimieren, ein Vorgehen, das auch General Jeffrey Amherst vorgeschlagen hatte. Es handelt sich hierbei um den wohl ersten und im Übrigen erfolglosen Versuch biologischer Kriegsführung in Amerika. Ein später doch noch erfolgter Ausbruch der Krankheit hatte andere Ursachen. Ein Expeditionskorps unter Oberst Henry Bouquet konnte die Belagerer am 5. und 6. August in der Schlacht bei Bushy Run schlagen und Fort Pitt am 20. August erreichen.
In den frühen 1770er Jahren wurde die Befestigung zu Ehren des Gouverneurs von New York Fort Dunmore genannt, erhielt ihren Namen aber während des Amerikanischen Unabhängigkeitskriegs wieder zurück. Die um das Fort herum entstehende Siedlung erhielt den Namen Pittsburgh und entwickelte sich nach dem Ende des Unabhängigkeitskriegs ab etwa 1790 rapide zu einer Großstadt. Das Fort selbst wurde nach dem Verlust seiner militärischen Funktion abgebrochen. Eine Bastion des Forts wurde wieder aufgebaut und ist heute Standort des Fort-Pitt-Museums, in dem die frühe Geschichte Pittsburghs während der Kolonialzeit dokumentiert wird.